# لاگران

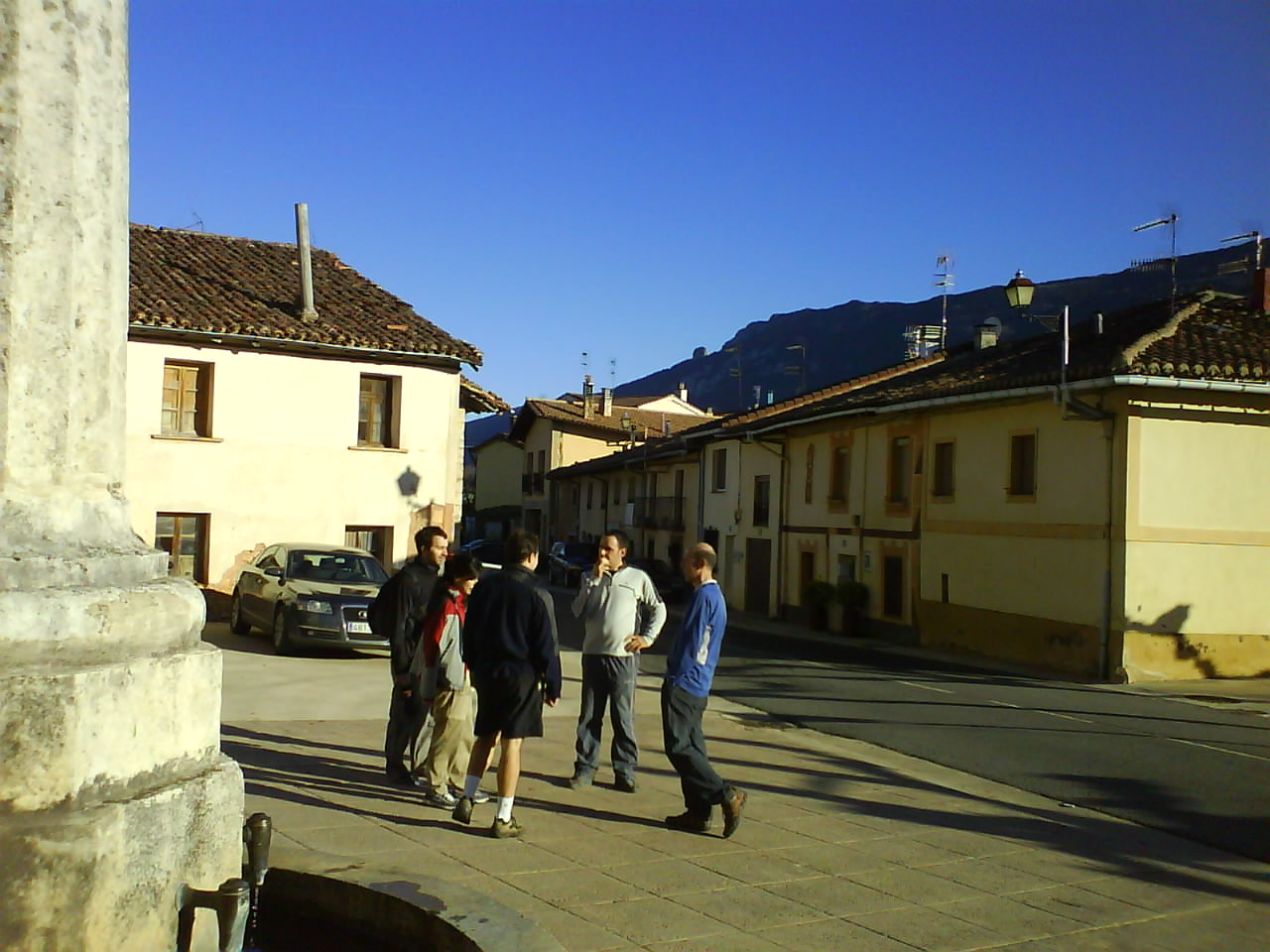
نمایی از دهستان لاگران در استان آلابای اسپانیا - ۲۰۰۸

لاگران دهستانی در استان آلابای اسپانیا است.
در این دهستان 191 نفر زندگی می‌کنند. مساحت این دهستان 45.34 کیلومتر مربع است.

## مراجع
- نام، جمعیت و مساحت از درگاه ملی آمار (اسپانیا) گرفته شده است.